# 16e régiment d'aviation de chasse de la Garde
Pour les articles homonymes, voir 16e régiment.
Vous pouvez aider à l'améliorer ou bien discuter des problèmes sur sa page de discussion.
- Il ne cite pas suffisamment ses sources. Vous pouvez indiquer les passages à sourcer avec {{référence nécessaire}} ou {{Référence souhaitée}}, et inclure les références utiles en les liant aux notes de bas de page. (Marqué depuis septembre 2022)
- Son texte doit être wikifié : il ne correspond pas à la mise en forme Wikipédia (style, typographie, liens internes, liens entre les wikis, etc.). (Marqué depuis septembre 2022)

- Archive Wikiwix
- Bing
- Cairn
- DuckDuckGo
- E. Universalis
- Gallica
- Google
- G. Books
- G. News
- G. Scholar
- Persée
- Qwant
- (zh) Baidu
- (ru) Yandex
- (wd) trouver des œuvres sur Wikidata

Le 16e régiment d'aviation de chasse de la Garde (16e RACG - 16-й гвардейский истребительный авиационный Сандомирский ордена Александра Невского полк) est une unité des Forces aériennes soviétiques au sein de l’Armée rouge lors de la Seconde Guerre mondiale.

## Historique
Le régiment a été formé du 12 septembre 1939 au 19 janvier 1940 en tant que 55ème Régiment d'aviation de chasse à l'aérodrome de Kirovograd dans l'armée de l'air du district militaire spécial de Kiev sur la base des 43ème, 2ème, 12ème et 17ème régiments (directive n°05875 du commandant des forces aériennes du 12.09.1939).
Au début de la Seconde Guerre mondiale, il faisait partie de la 20e division mixte d'aviation déployée dans le district militaire d'Odessa. En mars 1942, le régiment est rattaché à l'armée de l'air de la 18e armée et, du 22 mai au 12 août, il fait partie de la 216e division de chasseurs. Du 24 septembre au 31 décembre 1942, elle faisait partie de la 229e division d'aviation de chasse, stationnée près de la ville d'Izberbash. Du 1er janvier au 2 avril 1943, il fait partie du 25e régiment d'aviation de réserve déployé à Adzhi-Kaboul.
Sur l'ordre du Commissariat du peuple à la défense de l'URSS du 7 mars 1942, le régiment, pour le courage et l'héroïsme des militaires, a reçu le titre honorifique de la Garde et s'est vu attribuer un nouveau numéro, il est devenu le 16e Régiment d'aviation de chasse de la Garde. La bannière de la Garde a été présentée au régiment le 5.7.42, à l'aérodrome de Smely, par le major-général Vershinin, commandant de la 4e armée aérienne.
Du 09 avril au 16 juin 1943, le régiment a été transféré à la 216e division mixte de chasseurs (du 17.06.1943 au 10.01.1944, du 07.05.1944 au 11.05.1945 à la 9e division de chasseurs Mariupol-Berlin de l'Ordre de la bannière rouge de Bogdan Khmelnitsky) de la 4e armée aérienne du 1er front ukrainien.
En 1944, pour sa participation à l'opération Lviv-Sandomir, le régiment a reçu le titre honorifique "Sandomirski", et la même année, il a été décoré de l'Ordre d'Alexandre Nevsky.
En 1949, le régiment est rebaptisé 689e régiment d’aviation de chasse de la Garde.
En 1989, le régiment a été nommé d'après A.I. Pokrychkine. Depuis le 1er décembre 1994, le régiment fait partie de la force aérienne de la flotte de la Baltique et est basé sur l'aéroport de Tchkalovsk Kaliningrad (en).